# Silers Bald

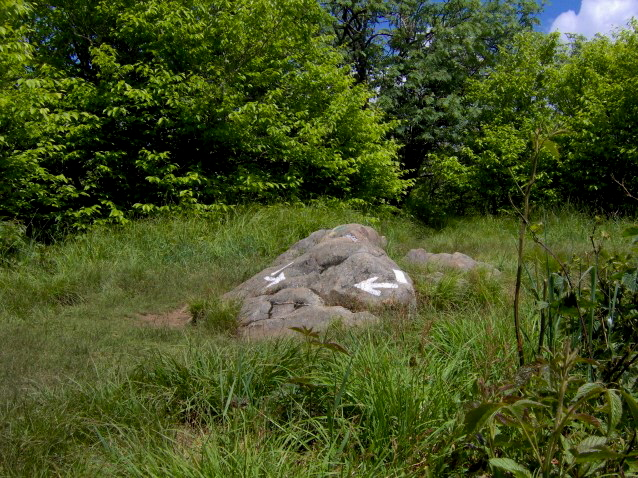
La cumbre de Silers Bald. Las flechas blancas indican la dirección del sendero de los Apalaches.

Silers Bald es una montaña en el oeste de las Great Smoky Mountains, situada en el sureste de Estados Unidos. Su proximidad a Clingmans Dome y su ubicación a lo largo del sendero de los Apalaches lo convierten en un popular destino para practicar senderismo. 
Silers Bald se encuentra en la cima de las Humeantes con la Thunderhead Mountain al oeste y Clingmans Dome al este. El Tennessee-line el estado de Carolina del Norte atraviesa la cumbre, con la montaña, repartidos por igual entre el Condado de Sevier, Tennessee, al norte y el Condado de Swain, Carolina del Norte hasta el sur. Silers Bald sube appx. De 2.500 pies (760 m) por encima de su base norte, cerca de patas de Fish Camp (de Little River), y appx. 3.000 pies (910 m) por encima de su base del sur, cerca de Forney Creek. 
Mientras Silers Bald era una cubierta de hierba calva para la mayoría de los siglos XX, XIX y principios, fue probablemente un pico boscoso antes de la llegada de los colonos europeos. Por esta razón, el Servicio de Parques no mantiene la cima de la montaña (el parque nacional de las Grandes Montañas Humeantes mantiene en la actualidad sólo dos montañas de hierba balds Gregory Bald y Andrews Bald). Un estrecho corredor para el sendero de los Apalaches, que cruza la cumbre, se mantiene claro para guía de turistas. Todavía hay una pequeña área calva en la cumbre, de aproximadamente 30 pies (9,1 m) de diámetro, donde el sendero de los Apalaches hace un giro de 90 grados. Varios prados de hierba permanecer en la vertiente occidental de la montaña.

## Geología
Silers Bald se compone de piedra arenisca de Thunderhead, un pequeño montón que corona la cumbre. Esta piedra arenisca, que forma parte del Supergrupo Ocoee, se formó a partir de los sedimentos oceánicos de casi mil millones de años atrás. La montaña, como la mayoría de las Humeantes, se formó a unos 200 millones de años cuando la región de América del Norte y las placas de África chocaron durante la Orogenia Apalache, empujando la piedra hacia arriba.

## Acceso

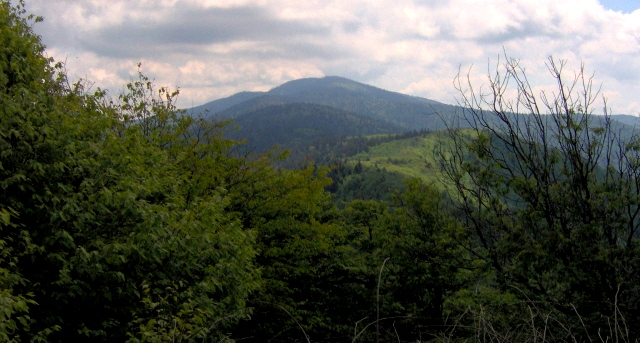
Mirando hacia el este desde la cumbre de Silers Bald (1.709 metros/5.607 pies) en las Grandes Montañas Humeantes.

La forma más fácil de acceso a la Silers Bald es tomar el sendero de Clingmans Dome del lote Ridge Forney Parking a la torre. Desde allí, siguiendo el sendero de los Apalaches al oeste de poco más de cuatro millas (6 km) lo lleva a uno a la cumbre de Silers Bald. Este tramo de la ruta está plagada de ganancia y pérdida de altitud, cruzando el Monte Buckley (un mando de Clingmans Dome), Jenkins Knob, y una baja, densa y boscosa colina conocida como "La Angostura". 
En la cumbre de Silers Bald, un sendero serpentea sin marcar estimular a varios metros de un acantilado en la vertiente noroeste de la montaña. Este acantilado ofrece una vista de 180 grados de las Humeantes del norte, con un tiro claro del monte Le Conte, al este y las Thunderhead Mountain, al oeste.